# Evans Chinyama Chinyemba
Evans Chinyama Chinyemba OMI (* 9. August 1967 in Lukulu) ist ein sambischer katholischer Priester. Er ist seit 2011 Bischof von Mongu.

## Leben
Evans Chinyama Chinyemba trat der Ordensgemeinschaft der Oblaten (OMI) am 5. Februar 1994 bei, legte die Profess am 6. Januar 1999 ab und empfing am 19. August 2000 die Priesterweihe. Papst Benedikt XVI. ernannte ihn am 15. Februar 2011 zum Bischof von Mongu. 
Die Bischofsweihe spendete ihm der Alterzbischof von Lusaka, Medardo Joseph Kardinal Mazombwe, am 28. Mai desselben Jahres; Mitkonsekratoren waren Telesphore George Mpundu, Erzbischof von Lusaka, und Raymond Mpezele, Bischof von Livingstone.